# 2014年香港學界大罷課
2014年香港學界大罷課，又稱9・22罷課、9・26罷課，是一次香港學界反對全国人民代表大会常务委员会（全國人大）就2016年及2017年香港政治制度改革中，為普選香港特別行政區行政長官之提名委員會設下條件的學生運動，由香港專上學生聯會（學聯）及學民思潮發起。其目標在爭取真普選，要求確立「公民提名」為特首選舉提名方法、廢除立法會功能組別、全國人大撤回「8・31決議」及要求行政長官梁振英與主事政改之官員下台。

由於民間人權陣線發起「還政於民，落實普選」黃絲帶行動，並獲學聯、學民思潮響應，黃絲帶被視為這次學運的象徵。

## 背景

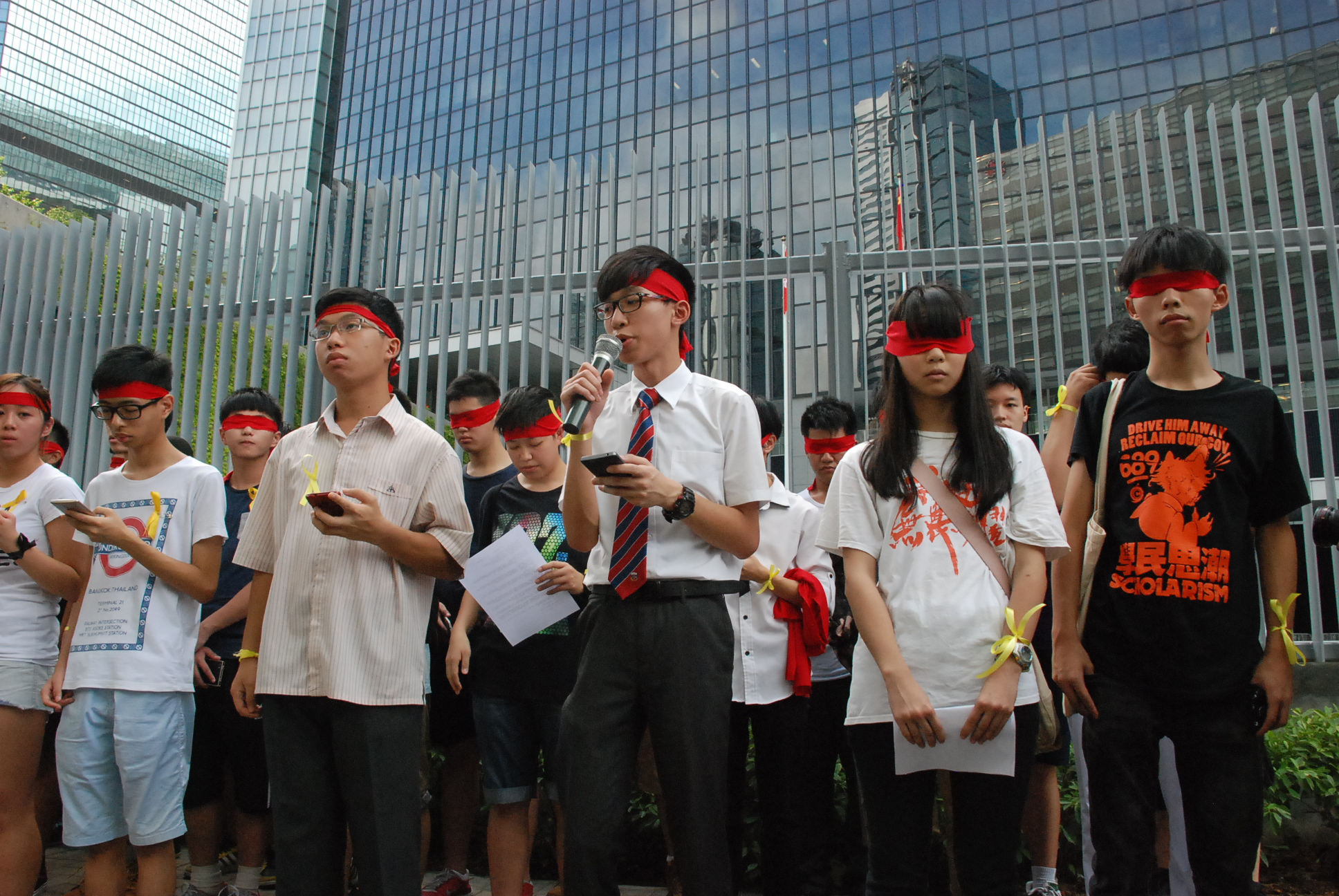
香港學民思潮宣佈926中學生罷課安排

2014年8月31日，中國全國人民代表大會常務委員會批准普選香港特別行政區行政長官，新架構的提名委員會由舊制度選舉委員會1200人構成，這使香港泛民主派極為失望。香港學界亦對極保守和違反民主自由的方案感非常不滿，香港專上學生聯會（學聯）及學民思潮兩大學生組織表示分別於9月22日和9月26日發動24所大專院校及百多所中學的學生罷課，以抗議全國人大常委會的決定，並向市民和學生問責。
早在該年7月，香港專上學生聯會秘書長周永康在記者會提到，如果全國人大常委會的決議否定公民提名（真普選核心要件之一），或提名委員會按照舊制度由「四大界別」組成的話，9月就會罷課，令香港政府意識自己身處管治危機之中。在人大常委會如其所說之後，周永康在9月的記者會重申，罷課是希望作出道德呼籲，社會各界不同世代的人反思他們為了更好的社會，會付出什麼代價。而14間大專院校成立「罷課委員會」，382名大專院校教師，已畢業的大專院校學生組織代表發表聯署聲明，支持罷課，其中108名學者更響應號召，在周二至五在集會進行「民主講堂」。，其他個別學生組織遊行支援罷課。
學民思潮方面，組織於9月13日在香港添馬艦政府總部鐵欄前載黃絲帶，眼綑紅巾，宣佈9月26日罷課一天，和應大專院校的大罷課。由於其面向的社群多是未成年的中學生，罷課的宣傳工作受到很大的阻力，為了使學生家長明白這次罷課的因由和意義，多次舉辦家長座談會介紹，也希望學生罷課前先和家長商量。學民思潮透過Facebook聯署，邀請同學參與政改論壇或討論會，聯校組織政改關注組，在學校附近派發黃絲帶和宣傳罷課單張，擺設宣傳街站等等文宣工作，亦在中學生政改大會諮詢與會者參與公民抗命。學民思潮發言人周庭表示，有數間中學支援罷課學生，並呼籲學校尊重學生參與政治活動。

## 罷課行動過程

### 9月22日：誓師大會，於中大百萬大道舉行

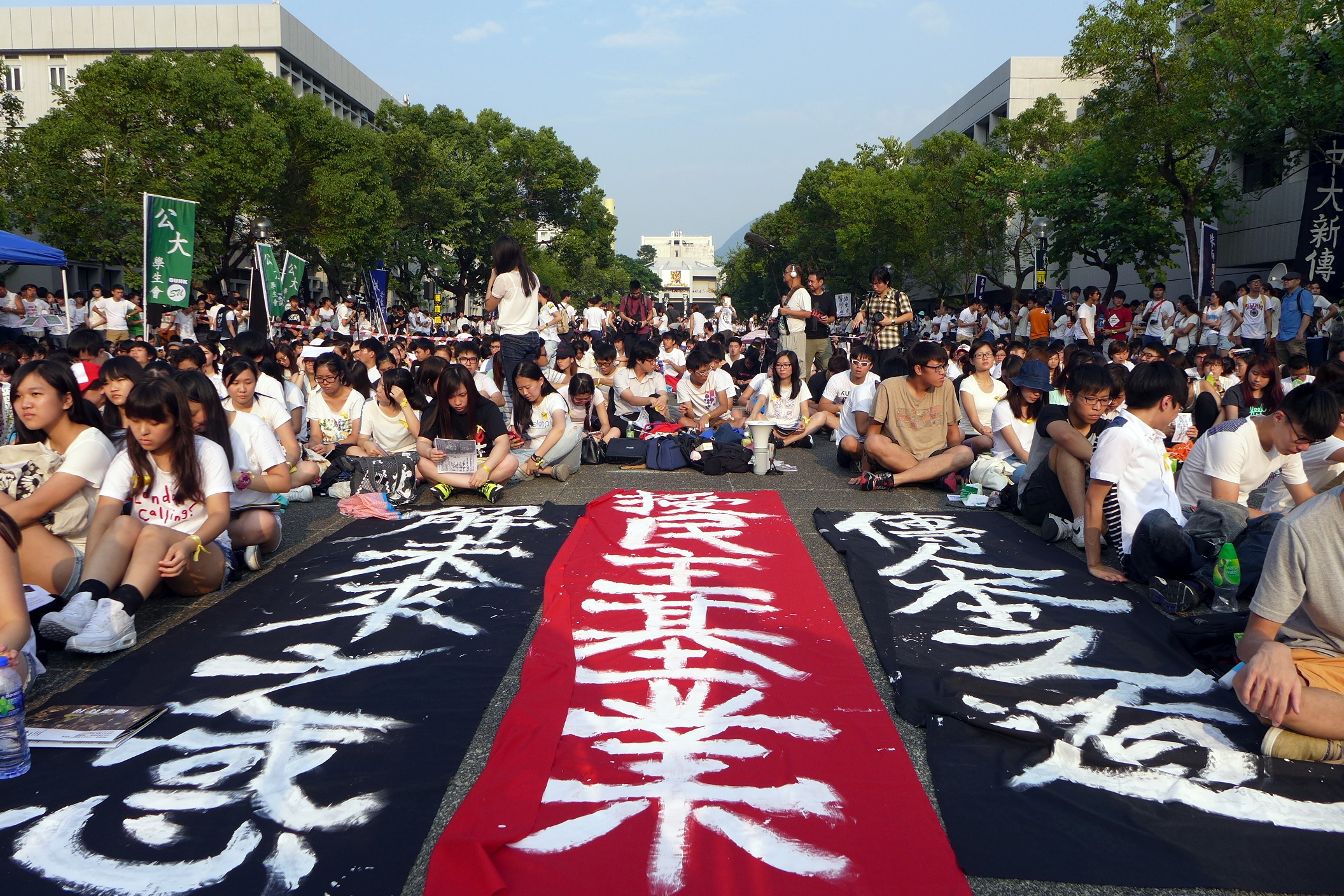
9月22日有13,000人齊集中大百萬大道，出席大專罷課啟動集會，被視為是香港史上最大規模的大專學生罷課

香港時間9月22日下午2時，包括佔領中環發起人之一中大學者陳健民等罷課師生與聲援民眾，穿上白衣，配帶大會派發的黃絲帶，由大學站乘校巴或徒步上山，聚集在香港中文大學百萬大道。2時20分，學聯秘書長周永康宣告罷課宣言，質問為什麼不是香港700萬人公決自己的前程，而是170個欽點的人大代表決定香港人的命運，認為大專學生應盡香港公民社會責任，漠視社會危機乃罔顧社會的盼望，中方與財閥把持香港政治，民生問題解決無期。香港專上學生聯會向政府表達4點要求：
1. 確立「公民提名」為2017年行政長官選舉提名方法之一；
2. 展開立法會選舉辦法改革，廢除立法會所有功能組別議席；
3. 全國人大向港人鄭重道歉，並撤回就本港政改的「8・31決議」；
4. 否則，梁振英、林鄭月娥、袁國強及譚志源等主事政改的問責官員應當引咎辭職[13]。

香港大學學生會會長梁麗幗表示，視乎政府的回應，不排除會升級至無限期罷課抗爭。大會上師生相繼發言，到下午5時半，大會安排專家向與會者作公民講學，包括蔡子強、陶君行、譚俊賢、陳倩瑩、周保松、呂秉權等。貫徹「罷課不罷學」宗旨，至晚上7時播放電影。學聯宣佈，已有13,000人參與集會。

### 9月23日至25日：移師添馬艦，升級行動失敗
學界罷課移師金鐘添馬公園、添馬艦露天劇場及立法會綜合大樓外迴旋處舉行。其中108名學者更響應號召，在集會進行「公民課堂」。

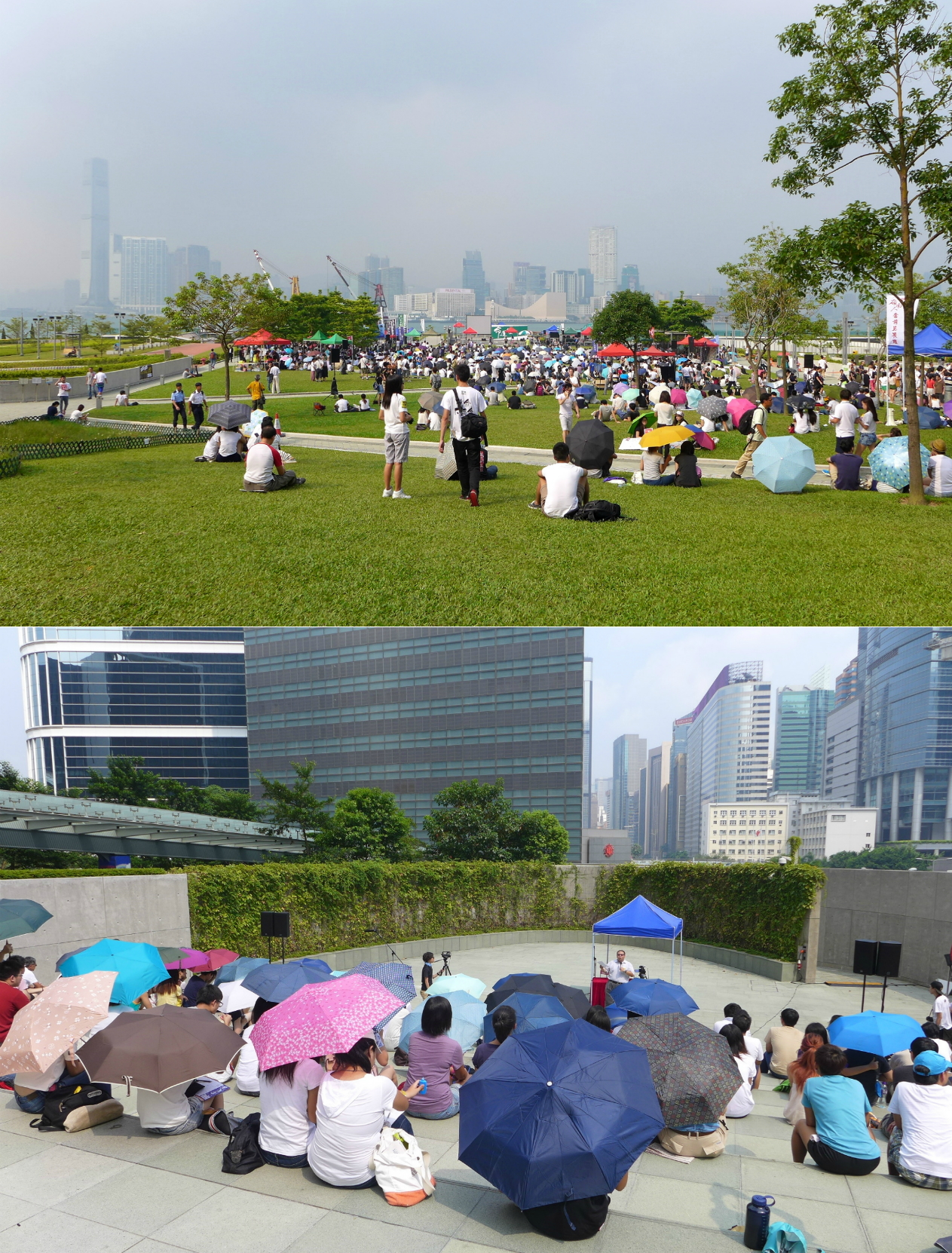
9月23日至25日的的學界罷課，移師金鐘添馬公園舉行

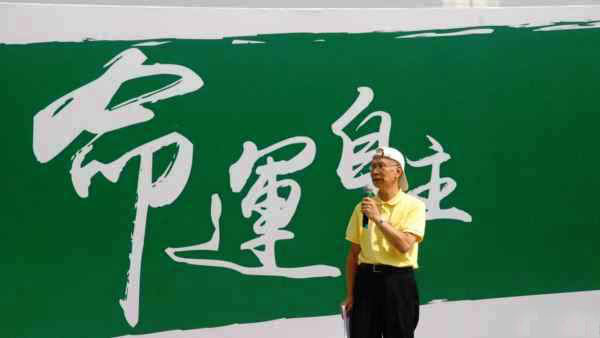
香港中文大學政治與行政學系榮休講座教授關信基於添馬公園進行罷課公民講堂

9月23日，學聯晚上在添馬公園舉行集會，並表示有約2千人出席。集會人數雖比預期少，但秘書長周永康表示，對參與人數不感到失望，因為只是罷課第二天。旅港開平商會中學則提早在該天罷課。
9月24日，學聯在下午帶領示威者遊行至中環，但由於未向警方申請「不反對通知書」，在添馬公園起行一刻，便立即遭警方舉「警察警告：你現正違反法例，你可能被檢控」黃旗示警。未有參與遊行的示威者則留在添馬公園、露天劇場或立法會外，繼續參與「公民課堂」。黃昏前後，學聯與示威者由中環返回添馬公園，完成遊行。
9月25日，學聯繼續在添馬公園舉行集會。入夜之後參加集會市民越來越多，幾乎坐滿添馬公園整個草地，大會公布有5000人參加。同日，沙田崇真中學一名中六學生在宣傳罷課理念時遭一名老漢襲擊，撞崩門牙。多個教育團體譴責暴力行為，呼籲社會各界應保護學生。

#### 升級行動：包圍禮賓府「緝拿梁振英」
25日晚上9時半集會結束後，學聯帶領4000名示威者在未有向警方申請「不反對通知書」的情況下，發起包圍禮賓府「緝拿梁振英」行動，沿途高呼口號，抗議人大「落閘」及特首梁振英沒有在限期前與學生對話。出發前，學聯提醒今次遊行未經批准，遊行人士或有被捕風險，市民可以將中英文姓名及聯絡電話傳給大會，一旦被捕可以提供協助。在由添馬公園遊行至禮賓府期間，學聯及示威者不滿只准用行人路遊行，衝出警察防線，警方一度出示「停止衝擊，否則使用武力」紅旗，並封鎖上亞厘畢道。學聯改經下亞厘畢道，前往禮賓府。
學聯與800名示威者在禮賓府外留守，揚言「接梁振英上班」，希望等候梁振英於9月26日早上上班時，回應罷課學生的訴求；但梁振英如常乘坐特首座駕上班，未有理會學生。最終學聯被逼結束行動，返回添馬艦，「緝拿梁振英」行動失敗收場。

### 9月26日：再移師添美道，中學生加入罷課
因應康文署將添馬公園租借予廣西社團總會舉辦慶祝國慶65週年活動，大專生第5日的罷課由添馬公園及露天劇場，分別移師至添美道及立法會露天廣場舉行，而立法會綜合大樓外迴旋處的場地則維持不變。此日同時為學民思潮發起的中學生罷課之日，由學民思潮召集人黃之鋒帶領宣讀罷課宣言，接著由香港中文大學中文系高級講師歐陽偉豪以「議論文的學是學非」為題為罷課生上第一課。大會其後宣佈有多達1500名中學生參與罷課，連同放學後加入的人數總共達3000人。
入夜後，學聯在立法會及添美道一帶舉行最後一晚的集會。大批市民沿港鐵金鐘站A出口連接海富中心及政府總部的天橋（簡稱「海富天橋」）魚貫入場。晚上8時許集會正式開始，由多位學運人士包括黃之鋒、年僅14歲的中學生Gary（化名），以及多名學聯「老鬼」作經驗分享。大會並播放3段聲援集會人士的錄影片段，包括因公事而未能到場的藝人黃耀明、澳門學運人士以及台灣太陽花學運領袖林飛帆。集會在晚上10時15分結束，但主辦單位未有呼籲示威者離開。

#### 突襲行動：重奪「公民廣場」
集會在26日晚上10時15分結束後，原定為由東華學院語言及通識中心助理教授李至君主持的電影分享會，但大會宣佈由於技術問題須要押後。黃之鋒於是上台發言，說要「表達感受」。至晚上10時18分，台邊示威者突然起哄，黃之鋒隨即呼籲集會人士跟從學聯方面的「先頭部隊」，突破立法會停車場出入口大閘，進入政府總部東翼迴旋處（即「公民廣場」），隨後百餘名集會人士攀過約3米高的圍欄進入公民廣場，並嘗試拉倒圍著廣場內升旗台的鐵馬。警方緊急增援，並將該百餘名集會人士以鐵馬包圍，再由警察築起人鏈，期間與示威者發生衝突，警員多次施放胡椒噴霧及一度亮警棍，情况極為混亂。另一邊廂，亦有學生衝入立法會綜合大樓旁邊的通道，嘗試經此路夾擊「公民廣場」，但很快受到警察阻截。不久後傳出有廣場內集會人士心臟病發，起初警方拒絕開閘給醫護人員進入，後來在群眾壓力下讓步。10時52分，警方抬走多名衝入「公民廣場」的「先頭部隊」學生，包括被警方以「強行進入政府建築物」、「擾亂公眾秩序」及「非法集結」3項罪名拘捕的黃之鋒，他身上有多處明顯傷痕，送往灣仔律敦治醫院驗傷後押往中區警署。現場有多人受傷或不適送院，其後警方與集會人士以添美道為主展開拉鋸戰。大會在場公布發起公民抗命行動，呼籲參加者刪除手機內的社交通訊程式等，以及把個人資料發送予學聯秘書處等，以備被捕後的法律支援。結果是次行動為接下來的一連串公民抗命揭開序幕，抗爭於短短一個週末內多次升級。
這次突襲行動秘密進行，事前未有知會傳媒及參與罷課學生，據《明報》綜合學聯、學民及參與行動者提供的資料，行動主要由學聯與學民的執委數日前開商討，至9月26日落實行動，其餘逾百的參與者則是在行動2小時前獲秘密知會，並定於晚上10時15分集合於立法會停車場及政總外等位置，一同行動重奪廣場。

## 後續發展

### 防暴警察進駐清場，8萬人集會要求釋放學生
罷課演變成重奪「公民廣場」行動後，9月27日凌晨，防暴警察進駐政府總部，並於早上展開清場行動，把立法會停車場出入口的示威者逼出添美道，為2010年反高鐵包圍立法會以來首次出動防暴警察；當日上午，「和平佔中」3位發起人及多位知名人士趕到添美道現場聲援學生，但被部份學生要求提早佔中。下午1時許，警察宣佈「公民廣場」內的所有示威者已被拘捕，並開始採取類似7月2日「預演佔中」的形式，以4人抬1人的方式，把「公民廣場」內的示威者抬走，綁上索帶、押上警車，送至黃竹坑警校。連同黃之鋒等人，合共有74人被拘捕。
當晚8時學聯、學民思潮在添美道發起集會，要求釋放被捕學生，及回應罷課訴求，有5萬人參與；後來因反包圍警察而未能進場的人數過多，大會把參與集會人數上調至8萬人。而集會在晚上11時結束，大會提醒集會人士，如果留守，就是參與公民抗命，要承擔法律責任；不過示威沒有離開的意慾，而是繼續留守。

### 「和平佔中」正式啟動，警方發射催淚彈及威脅開槍
9月27日晚上集會結束後，集會人士大多未有和平散去的意慾，反而繼續留守。大會在晚上11時許及9月28日午夜12時兩度提醒，集會已結束，留守者便是參與公民抗命；但示威者大多仍沒有離開。「和平佔中」3位發起人在9月28日凌晨1時40分左右上台發言，並由發起人之一的港大法律系副教授戴耀廷親自宣佈，佔領中環正式啟動，由佔領政總開始。示威者對啟動佔中反應兩極化，有示威者認為人數眾多，是啟動的好時機；亦有示威者認為是騎劫學運。
當日上午警察封鎖政府總部，令前來支援的示威者無法進入添馬艦，被逼於下午衝出夏慤道等主要道路。防暴警察在黃昏開始把武力升級，在下午5時58分突然舉起「警告催淚煙」黑旗，並隨即發射多枚催淚彈；隨後更於下午6時50分高舉「速離否則開槍」橙旗，向示威者威脅開槍。爆炸聲響徹添馬艦，白煙遍佈整個金鐘，示威者被逼向中環後退；但於催淚氣體散去後，隨即再湧出主幹道。防暴警察整晚施放多輪合共87枚催淚彈，是2005年韓農反世貿騷亂以來首次發射催淚彈；但未能驅散示威者之餘，反而激發進一步民憤，令佔領規模擴大。最終防暴警察驅散不果，被逼於9月29日早上撤退。

### 佔領規模擴大並再次罷課，演變成「雨傘運動」
9月28日傍晚防暴警察施放催淚彈及威脅開槍，令民憤大規模爆發，導致佔領規模擴大。市民即晚自發佔領旺角及銅鑼灣要道，包括彌敦道、亞皆老街、旺角道，以及軒尼詩道、怡和街、東角道等，隨後更於10月1日擴展至尖沙咀廣東道（但在3日內失守）。而在9月29日至10月1日，更連續3晚有20萬人集會。與此同時，學聯及學民思潮分別呼籲大專生無限期罷課，及中學生在9月29日校內罷課，抗議警方以升級武力驅散示威者。
外媒把這次運動命名為「Umbrella Revolution」（雨傘革命）或「Umbrella Movement」（雨傘運動），取自示威者張開雨傘抵擋警方胡椒噴霧，令到處也是雨傘的景象。由於佔領旺角、銅鑼灣及尖沙咀均由市民自發，佔領人士不再承認「和平佔中」、學聯及學民思潮為大會，加上外媒命名獲得佔領人士接受，同時抗爭模式轉變為長期佔領，行動逐漸演變成「雨傘運動」。

## 各界回應

### 政府
9月5日，政府方面多名官員對罷課發表評論，香港特別行政區行政長官梁振英表示要平和冷靜、理性務實了解人大常委會的政改決定，普選行政長官是大進步，有票當然要。罷課發生後，梁振英無回應是否與罷課學生對話的要求。9月15日，香港政務司司長林鄭月娥及香港教育局局長吳克儉同時約見八間大學校長，花十多分鐘談及佔領中環和罷課。林鄭月娥否認向校長們施壓，表示政府不會對大學生罷課進行干預，但要合法和理性，至於中學生，某些辦學團體不贊成未成年中學生罷課，政府與他們立場一致。

### 反佔中組織
「保普選反佔中」大聯盟 召集人周融於9月8日宣布成立舉報熱線，讓市民舉報在中學校內策劃罷課人士的資料。熱線在收到兩個或以上的獨立情報後，便會通知該校校長、家教會、教育局，並向外公開學校名稱。此舉被香港教育專業人員協會以及一些學校的校長批評，指是「文革式批鬥」。

## 主題曲
9月22日罷課啟動禮上，香港搖滾樂隊Supper Moment的《無盡》被用作大會主題曲；隨後數日，香港殿堂級搖滾樂隊Beyond的《光輝歲月》、《海闊天空》、《抗戰二十年》，謝安琪的《最好的時刻》、《雞蛋與羔羊》，以及龍小菌的《思潮作動》亦在集會期間播放。

## 外部連結
- 罷課不罷學（页面存档备份，存于）. YouTube.
- 公民講場　罷課不罷學（页面存档备份，存于）. YouTube.